# Linda Garcia
Linda Garcia (nascida em 1969) é uma activista ambiental americana de Vancouver, Washington. Em 2013, ela ouviu falar dos planos de um terminal de petróleo da Tesoro Savage no porto de Vancouver, projectado para ser o maior da América. Depois de examinar os registos da empresa, ela liderou uma campanha contra o projecto, conseguindo reunir a oposição pública. Em janeiro de 2018, o governador Jay Inslee recusou as licenças necessárias, pondo fim ao projeto. Em reconhecimento pelos seus esforços, em abril de 2019 Garcia foi um dos seis ambientalistas a receber o Prémio Ambiental Goldman.

## Carreira
Em abril de 2013, Garcia tomou conhecimento dos planos para desenvolver o terminal de petróleo Tesoro Savage não muito longe da sua casa em Fruit Valley, Vancouver. Ela ficou preocupada que a poluição resultante pudesse ser prejudicial à saúde da hipoplasia pulmonar do seu filho e da asma crónica da sua filha.
Como líder da Fruit Valley Neighborhood Association, Garcia investigou os antecedentes da Tesoro Corporation, a empresa líder no projecto. Ela descobriu que devia 10 milhões de dólares em multas de poluição do ar e 720.000 dólares por violações de segurança. Ela conseguiu o apoio de sindicatos e associações empresariais da região, que também estavam preocupados com os potenciais riscos para a saúde. Ela tornou-se a porta-voz, expressando as suas preocupações em reuniões e fazendo campanha contra o projeto.
Em abril de 2019, Garcia recebeu o Prémio Ambiental Goldman por prevenir o desenvolvimento do maior terminal de petróleo da América do Norte e salvaguardar a segurança e o bem-estar da sua comunidade.